# سوپر پرنسس پیچ
سوپر پرنسس پیچ یک بازی ویدئویی در سبک پرشی توسعه‌یافته توسط توس و منتشر شده توسط نینتندو دی‌اس می‌باشد که در اکتبر سال ۲۰۰۵ در ژاپن و سال بعد در سرتاسر جهان منتشر شد. 

## خلاصه داستان
در نزدیکی پادشاهی قارچ‌ها، جزیره افسانه‌ای «وایب» قرار دارد که گنجینه‌ای به نام «عصای وایب» در آن پنهان شده است. این عصای جادویی می‌تواند احساسات کاربر و دیگران را کنترل کند. با شنیدن اخبار درباره قدرت افسانه‌ای این جزیره، باوزر یک خانه ییلاقی در آنجا می‌سازد تا از آن به نفع خود استفاده کند.  
پس از اینکه «هامر برو»، معاون دوم باوزر، عصا را برای او پیدا می‌کند، باوزر نقشه می‌کشد تا برادران ماریو را به دام بیندازد. هامر برو عصا را به یک گومبا می‌سپارد و او را به سمت قلعه می‌فرستد. با تحت تأثیر قرار گرفتن ساکنان قلعه توسط عصا، هامر برو و نیروهایش موفق می‌شوند ماریو، لوئیجی و چندین تاد را اسیر کرده و آن‌ها را در نقاط مختلف جزیره زندانی کنند.  
اما گومبا نیز تحت تأثیر عصای وایب قرار می‌گیرد و شروع به چرخاندن آن می‌کند، که باعث می‌شود باوزر و نوکرانش کنترل احساسات خود را از دست بدهند و وضعیت به هم بریزد.  